# Square Alboni
Koordinaten: 48° 51′ N, 2° 17′ O
Der Square Alboni (auch Square de l’Alboni) ist eine Privatstraße im 16. Arrondissement von Paris.

## Lage
Der Square führt um den Viadukt und die Metrostation von Passy herum und verbindet die obere und untere Rue de l’Alboni. Er führt dann weiter zur Rue des Eaux, wo ein (oft geschlossenes) Portal darauf aufmerksam macht, dass es sich um eine Straße handelt, die für den allgemeinen Verkehr gesperrt ist. Demnach kann man nur im oberen Teil der Straße einfahren. Die Gärten in der Straße sind im Privatbesitz von Baron Delessert.

## Namensursprung
Die Straße trägt den Namen der italienischen Sängerin Marietta Alboni (1826–1894).

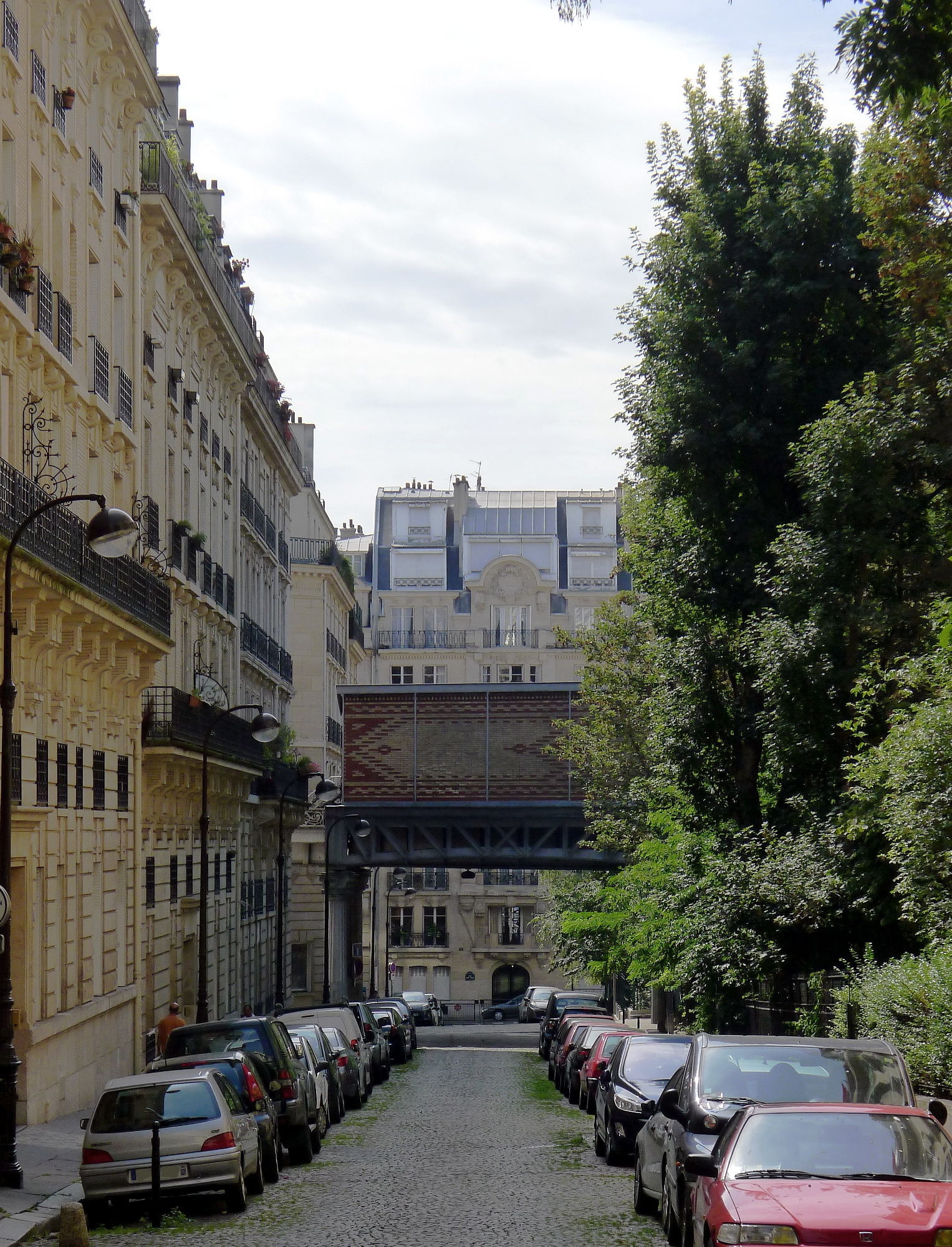
Die Straße verläuft im unteren Teil unter den Gleisen der Metro.

## Geschichte
Diese Privatstraße wurde auf den Gärten des ehemaligen Besitzes von Benjamin Delessert gebaut, der bis zur Seine hinab ging und an den Hof Boccage, den ehemaligen Hof der Bonshommes, anschloss. Früher verband eine Hängebrücke über einen Park das Herrenhaus von Benjamin Delessert, 19–21 Rue Raynouard,  mit seiner Rübenzuckerfabrik, die sich in den Gebäuden des ehemaligen Klosters des Bonshommes befand, dessen Kreuzgang und Kirche sich zwischen dem Boulevard Delessert und der Rue Chardin befanden. Dieses Grundstück fiel an die Nachfolger des Bankier Delessert: 1894 schloss sich eine Gruppe von Geldgebern zusammen (la baronne Frédéric Bartholdi, la comtesse Sigismond du Pouget de Nadaillac, les barons Rodolphe und Henri-François Hottinguer), so dass der Architekt Louis Dauvergne das Wohnviertel de l'Alboni realisieren konnte.
Es handelt sich zwar um eine Privatstraße, doch wurde sie per Erlass vom 23. Juni 1959 öffentlich.

## Sehenswürdigkeiten
- 1922 wurde der Hauptsitz der Armenische Allgemeine Wohltätigkeitsunion (UGAB) nach Haus Nr. 11 verlegt. Im gleichen Haus befindet sich die Bibliothek Nubarian[5], spezialisiert auf armenischen Studien.
- Mehrere berühmte Personen wohnten oder wohnen noch am Square: Nicolas Hulot, Christine Lagarde, Alain Marleix, Jean-Dominique Senard, Léon Nafilyan, Olivier de Funès, Philibert, 8e duc de Clermont-Tonnerre… Der bekannte Radio- und Fernsehpionier Jean Nohai (1900–1981) wohnte von 1921 bis 1981 erst in Nr. 2 und dann in Nr. 9 (Hier ist auch eine Plakette angebracht.)

Um den Square stehen schöne Wohnhäuser mit bemerkenswerter Architektur aus den Jahren 1900 und 1930:
- Nr. 4: erbaut 1913 vom Architekten Albert Sélonier (1858–1926) für den Grafen de Bellefonds.
- Nr. 9–11: erbaut 1930 im Stil Art déco vom Architekten Léon Nafilyan (1877–1937), der auch hier wohnte.
- Nr. 14: erbaut 1929 vom Architekten Charles Venner, Mitglied in der Parti populaire français, die mehrere Immobilien verwaltete. Venner war auch Urheber vieler religiöser Bauten in Paris und Umgebung: Église du Cœur-Eucharistique-de-Jésus in Paris, Église Saint-Jean-Baptiste-du-Plateau in Ivry-sur-Seine und Église Sainte-Odile in Antony.

### Kulturszene
Patrick Modiano lässt in seinem Roman Accident nocturne (2003) einen Teil seiner Suche auf den Square de l’Alboni (wo Jacqueline Beausergent lebt, die Frau, die er in den Pariser Nächten sucht) und den angrenzenden Straßen spielen.
Die Hauptpersonen im Roman État limite (2005) von Pierre Assouline wohnen am Square de l’Alboni.
Mehrere Filme, Fernsehserien oder Videoclips spielen hier:
- Der Teil des Films Inception von Christopher Nolan mit Leonardo DiCaprio und Marion Cotillard spielen unter dem Viaduc de Passy.
- Im Film Der Profi gelingt es dem Agenten Josselin Beaumont (Jean-Paul Belmondo) als Clochard verkleidet den Kommissar Rozen (Robert Hossein) zu täuschen, um zu seiner Frau in Nr. 16 zu gelangen.
- Ein Teil des Clips Just in Love des amerikanischen Sängers Joseph Adam, genannt Joe Jonas, wurde 2011 hier aufgenommen.
- In der Rue de l’Alboni, unter dem Viduc de Passy spielt eine Szene aus der Serie Spin – Paris im Schatten der Macht, in der Kommissar Malik Gendre (Abdelhafid Metalsi) seinem Freund Simon Kapita (Bruno Wolkowitch) die Aufnahmen einer Verhandlung zwischen zwei Präsidentschaftskandidaten übergibt, um einen dritten zu verhindern.
- Eine Szene der dritten Saison aus der TV-Serie Baron Noir (2020) ist unterhalb des Square Alboni gedreht worden.

### Club Alboni
Der Club Alboni ist eine Vereinigung ehemaliger Studenten der Assas, die im 16. Arrondissement wohnten. Er wurde 2011 in einem Appartement am Square gegründet. Sein Anliegen ist es, Cocktail- oder Diner-Treffen zu veranstalten, bei denen junge Talente unterstützt werden sollen.